# Palm Pre

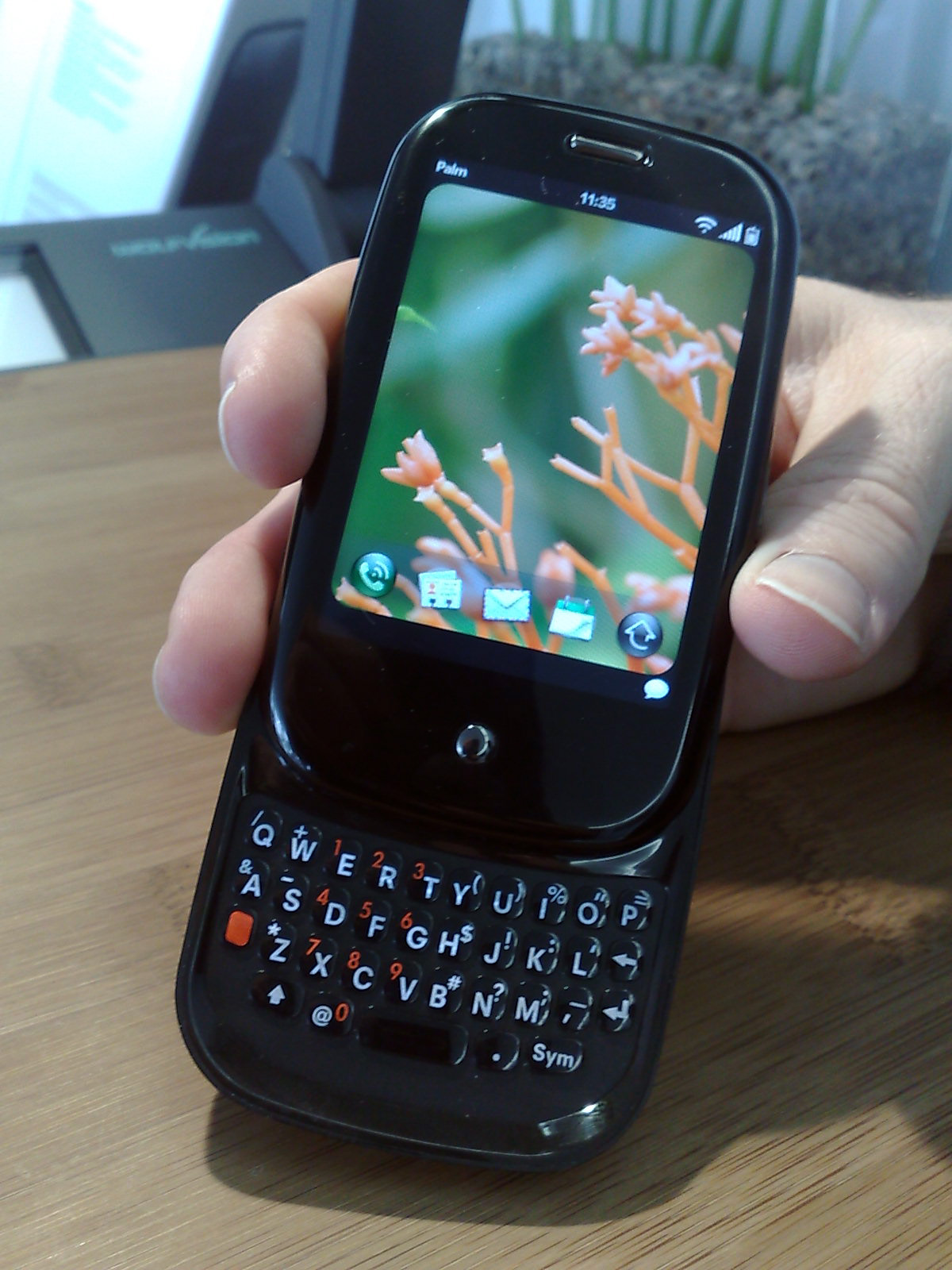
En Palm Pre som kör webOS

Palm Pre är en multimedieinriktad smartphone designad och marknadsförd av Palm, Inc. Telefonen har en multi-touch-skärm och ett utskjutbart tangentbord. Telefonen släpptes i juni 2009 i USA, och är den första telefonen som använder sig av Palms nya Linuxbaserade operativsystem webOS.
Några av funktionerna i Pre är en mobilkamera, en mediaspelare, en GPS-navigator och en Internetklient med IM, email, Internet och Wi-Fi.

## Palm Pre Plus
Palm Pre Plus, en hårdvarumässig uppgradering till originalet, lanserades i USA år 2010.